# Мариан Левицки
Ма̀риан Левѝцки (на полски: Marian Lewicki) е полски езиковед алтаист, професор, специалист в областта на сравнително-историческото алтайско езикознание, преподавател в Ягелонския и Варшавския университет, член на Полската академия на знанията, действителен член на Полската академия на науките, редактор на научното списание „Рочник Ориенталистични“.

## Трудове
- Katalog czasopism i wydawnictw ciągłych orjentalistycznych, znajdujących się w Polsce (1933)
- Les inscriptions mongoles inédites en écriture carrée (1937)
- Przyrostki przysłówkowe – ra ~ – rä, – ru ~ – rü, – rï ~ – ri w językach ałtajskich (1938)
- Język mongolski transkrypcji chińskich XIV w... (ч. 1 – 2 1949 – 59)
- Nowe przyczynki do studiów ałtaistycznych Władysława Kotwicza (1950)
- Marco Polo, Opisanie świata  (1954)
- Szkice z dziejów polskiej orientalistyki, praca zbiorowa (1957)